# James Wiegold
James Wiegold (15. dubna 1934 – 4. srpna 2009) byl velšský matematik. Narodil se v jihovelšské vesnici Trecenydd a studoval na Manchesterské univerzitě, kde v roce 1958 získal titul Ph.D. Na této škole byl později sám lektorem. V sedmdesátých letech působil jako profesor na Cardiffské univerzitě. Byl řečníkem při kolokviích v mnoha světových zemích, včetně Kanady, Austrálie, Spojených států amerických, ale také Zimbabwe. Zemřel na leukemii ve věku 75 let v jihovelšském městě Penarth.